# Advanced Crew Transportation System
ACTS (zkratka z anglického Advanced Crew Transportation System – Pokročilý systém pro přepravu posádky) je pracovní název pro studii nové pilotované kosmické lodi. Původně se jednalo o společný projekt ESA a Ruské kosmické agentury. Nicméně obě agentury se kvůli rozdílným požadavkům nakonec nedohodly na vývoji lodi pokračovat a tak zůstal pouze projektem ESA a Roskosmos začal vyvíjet vlastní loď Orjol. Cílem projektu je navrhnout kosmickou loď, která bude umožňovat pilotované lety (3-4členné posádce) nejen na nízkou oběžnou dráhu ale i k Měsíci či jiným objektům Sluneční soustavy. ACTS je jistou konkurencí projektu Orion americké NASA, ke kterému nebyli mezinárodní partneři přizváni, ale zároveň by umožnil nezávislý přístup na ISS i k pilotovaným lunárním misím.

## Struktura ACTS
Na rozdíl od amerického projektu Orion, který bude mít zřejmě jen dvě sekce (přístrojovou a obytnou, která bude sloužit také jako návratový modul), ACTS má mít podobně jako osvědčené ruské Sojuzy sekce tři: přístrojovou, obytnou a návratovou. Tím se sníží nároky na obytnou sekci (nebude muset být schopna návratu atmosférou) a tím i hmotnost celé lodi. Zároveň se pro přístrojovou a obytnou sekci budou moci využít technologie vyvinuté v ESA pro automatickou loď ATV či vesmírnou laboratoř Columbus.

## Lunární pilotované mise
Vzhledem k faktu, že ke startu ACTS by se mělo využívat stávajících nosičů, které jsou k dispozici ESA a v Rusku, hmotnost celého systému je značně omezená. K cestám na nízkou oběžnou dráhu by měla být dostatečná (tj. ACTS by mělo dostatek paliva k dosažení např. ISS), ale už nikoliv pro měsíční mise. Tento problém by se měl řešit podobně jako u navrhovaného systému CEV, tedy vynesením dodatečného pohonného stupně jinou raketou a spojení obou na oběžné dráze. Případný přistávací modul by pak mohl být naveden automaticky podobnou procedurou na dráhu kolem Měsíce, kde by se s ním ACTS spojila – tato strategie by umožnila variantnost využívaných lunárních modulů.